# 二道河子蒙古族乡
二道河子蒙古族乡是中华人民共和国辽宁省阜新市彰武县下辖的一个民族乡。

## 行政区划
二道河子蒙古族乡下辖以下村级行政区划单位：
二道河子村、平台子村、西门洞村、赏屯村、太平河村、腰窝堡村、万宝城村和冮家村。